# L’Art Contemporain – Sztuka Współczesna
„L’Art Contemporain – Sztuka Współczesna” – polsko-francuskie czasopismo literackie, ukazujące się w Paryżu w latach 1929–1930.
Wydawcami pisma byli Jan Brzękowski, członek Awangardy Krakowskiej, oraz Nadieżda Wanda Chodasiewicz-Grabowska, związana z malarzem Fernandem Légerem. Brzękowski przyjechał do Paryża w 1928 na studia, był także korespondentem czasopism krajowych. Poznał dzięki temu wielu przedstawicieli międzynarodowej awangardy artystycznej, pozyskując ich do współpracy.
Ukazały się trzy numery pisma. Znalazła się w nich twórczość polskich artystów, takich jak Julian Przyboś, Tadeusz Peiper, Władysław Strzemiński, Adam Ważyk, Jalu Kurek, Józef Czechowicz i Tytus Czyżewski, oraz przedstawicieli awangardy francuskiej, jak Amédée Ozenfant, Georges Hugnet, Tristan Tzara, Robert Desnos i Max Jacob. Stałym elementem kolejnych numerów pisma był Kilométrage - artykuł wstępny Brzękowskiego, poświęcony literaturze i malarstwu. Czasopismo, mimo krótkiego czasu ukazywania się, było ważnym przejawem współpracy polskich artystów z zagranicą.